# Kasper Denhoff

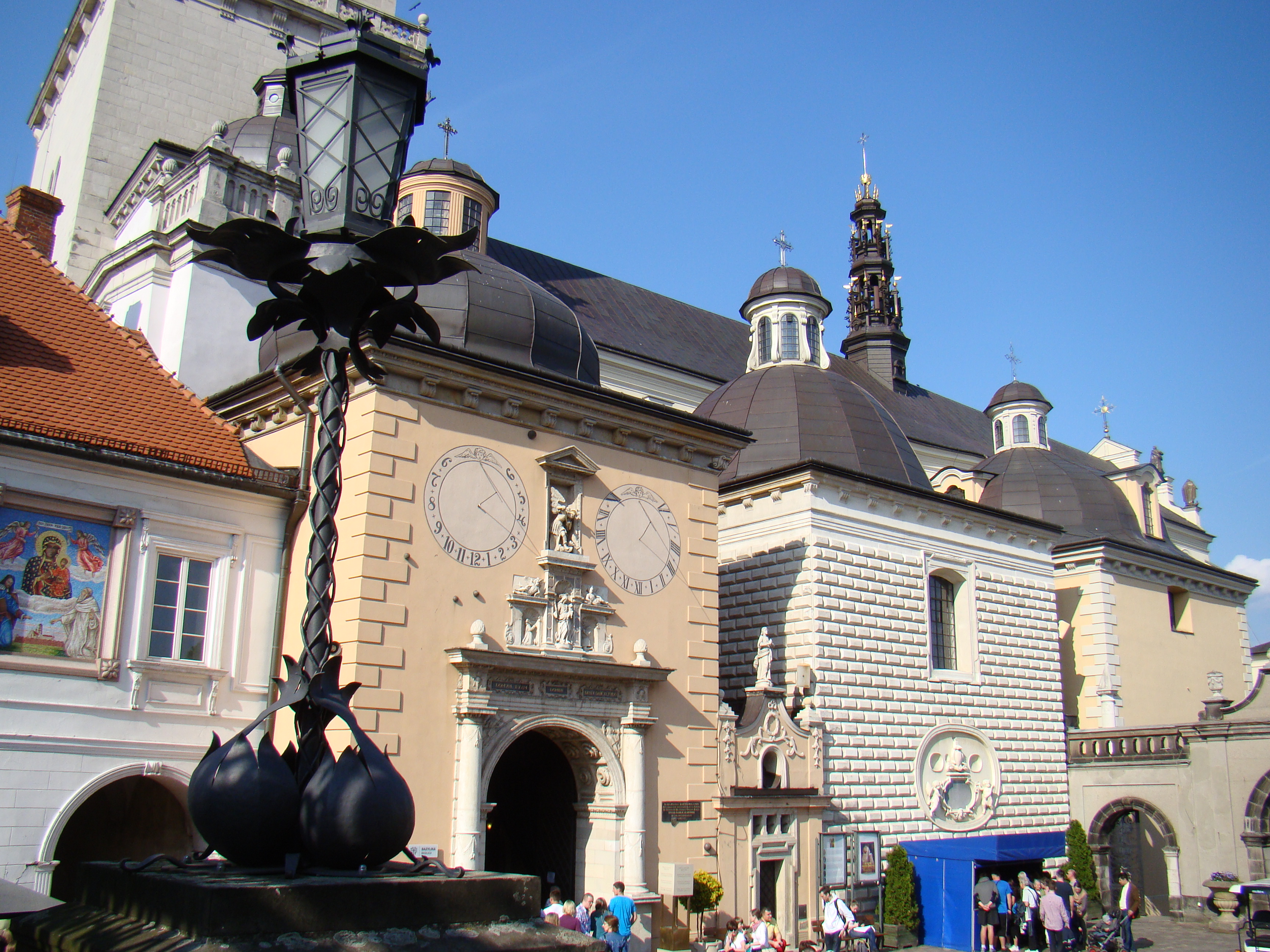
Kaplica św. Pawła I Pustelnika na Jasnej Górze, mauzoleum grobowe Denhoffów (z elewacją licowaną rustyką)

Kasper Denhoff, Kacper Denhoff, właśc. Kasper Dönhoff (ur. 1588, zm. 1645) – brat Gerarda i Ernesta Magnusa, hrabia S.I.R. (1635), książę S.I.R. (1637), dworzanin i rotmistrz rajtarów królewskich, wojewoda dorpacki (1627), następnie sieradzki (1634), marszałek dworu królowej (1639), starosta wieluński, lęborski, radomszczański, bolesławski, małoszycki, sobowidzki, klonowski, lajski, starosta sokalski w 1644 roku.

## Życiorys
Dworzanin Zygmunta III Wazy; po swojej konwersji z kalwinizmu na katolicyzm uzyskał znaczny wpływ na króla. Należał zresztą do stronnictwa dworskiego. Był członkiem konfederacji generalnej zawiązanej 16 lipca 1632 roku. Był elektorem Władysława IV Wazy z Inflant w 1632 roku, podpisał jego pacta conventa. W imieniu Władysława IV Wazy prowadził w Wiedniu pertraktacje w sprawie ożenku króla z arcyksiężniczką Cecylią Renatą. W wyniku tych rozmów córka cesarza Ferdynanda II została królową Polski, a Kasper Denhoff księciem Świętego Cesarstwa Rzymskiego, obdarzonym nadto tytułem marszałka dworu. Zaangażowany był także w inne kwestię polityki zagranicznej, m.in. w latach 1640-1641 usiłował doprowadzić do realizacji polsko-hiszpańskiego traktatu wojskowego.
Twórca potęgi materialnej rodu Denhoffów, budowniczy barokowych rezydencji w Ujeździe i w Kruszynie koło Częstochowy. W pałacu w Kruszynie urządzono ślub królowi Michałowi Korybutowi Wiśniowieckiemu.
Kasper Denhoff ufundował dla siebie i swojej rodziny kaplicę grobową w sanktuarium na Jasnej Górze.
Był pradziadkiem króla Stanisława Leszczyńskiego.

## Potomkowie Kaspra Denhoffa
- Aleksander (zm. 1671); uczył się w klasie gramatyki, następnie retoryki w Kolegium Nowodworskiego w Krakowie od semestru zimowego 1639/1640 do semestru zimowego 1642/1643 m.in. z Markiem i Janem Sobieskimi[6][7], sekretarz królewski, opat koadiutor przy opacie komendatoryjnym jędrzejowskim Remigiuszu Koniecpolskim (1642)[8], opat od 1644 r. po śmierci Aleksandra Trzebińskiego; rzekomo odrzucił ofiarowane mu wysokie godności kościelne[9]; w 1682 r. z okazji jubileuszu klasztoru jasnogórskiego ofiarował sanktuarium relikwie świętych Honorata i Kandydy[10]
- Stanisław (zm. 1653); starosta wieluński i radomszczański (radomskowski); × (1642) Anna Eufemia ks. Radziwiłł (ur. 1628 zm. 1663)
  - Aleksander Kasper (ur. po 1652, zm. po 1668)
  - Zygmunt Wiktor (zm. 1694); podkomorzy wieluński 1683, podskarbi nadworny litewski 1693; ×1 (1680) Helena Działyńska; ×2 Joanna Teresa Brzostowska (zm. po 1723)
    - Anna; × (1696) Aleksander Daniłowicz, starosta parczewski (zm. po 1724)
- Zygmunt (zm. 1655); krajczy królowej (1650–1654), rotmistrz husarski, starosta bydgoski, wieluński, sokalski, bolesławski, bohusławski, klonowski, lajski, dźwinogrodzki; × (1645) Anna Teresa Ossolińska (zm. 1651)
  - Karol Kasper (zm. po 1689); łowczy sieradzki 1677, kasztelan konarski sieradzki 1689; ×1 Katarzyna Brzozowska; ×2 (po 1687) Anna Łysakowska
  - Jerzy Albrecht (zm. 1702); kustosz poznański 1671, opat witowski 1678, kanonik krakowski 1679, opat koprzywnicki, biskup kamieniecki 1685, kanclerz królowej 1687, biskup przemyski 1687, kanclerz wielki koronny 1689, biskup krakowski 1700
  - Stanisław Kazimierz (ur. 1651, zm. młodo)
  - Franciszek Bogusław (ur. 1651, zm. ok. 1707); miecznik łęczycki 1688, kasztelan płocki 1695, sieradzki 1699; ×1 Jadwiga Lipska; ×2 (1680) Eufrozyna Mycielska
    - Mikołaj Franciszek (z pierwszego; zm. 1736); kanonik krakowski i przemyski, dziekan 1700, proboszcz sandomierski 1702, proboszcz międzyrzecki
    - Aleksander (z drugiego; zm. 1734); podstoli sochaczewski; × (po 1732) Anna Karska
      - Ludwika; × Franciszek Antoni Ledóchowski, woj. czernihowski
- Anna (ur. 1620/1622, zm. 1656); × (1638) Bogusław Leszczyński, podkanclerzy koronny (ur. 1612, zm. 23 listopada 1659)